# Missions Prédateurs

Missions Prédateurs (6ter) ou Redoutables Créatures (Gulli) (Deadly 60) est un documentaire britannique de la vie sauvage ciblant principalement le jeune public, diffusé sur les chaînes télévisées BBC One et Two. Il est habituellement présenté par Steve Backshall, avec Naomi Wilkinson en tant qu'invité sur Live 'n Deadly, et Barney Harwood en tant qu'invité sur Natural Born Hunters. Cette série a été ré-éditée et également adaptée en quelques séries dérivées.

## Description
Deux saisons ont été produites en 2011. Ces deux saisons possèdent 26 épisodes chacune pour un total de 52 épisodes. Chacune d'entre elles montre Backshall et son équipe de tournage (souvent montrée à la caméra) voyageant à travers le monde dans le but de trouver les 60 créatures « les plus redoutables ». Backshall s'expose habituellement près d'un animal dans son habitat naturel et partage les caractéristiques de celui-ci, plus particulièrement ses caractéristiques physiques et sa manière de se défendre et chasser qui fait de lui un véritable prédateur. Avec plus de deux saisons, 120 créatures ont été exposées. 
La série Redoutables Créatures est distribuée par BBC Worldwide dans d'autres pays. Aux États-Unis, elle est distribuée Nat Geo Wild depuis août 2011.

## Liste des épisodes

### Saison 2
| #  | Titre                                |
| -- | ------------------------------------ |
| 1  | Mexique                              |
| 2  | Colombie-Britannique (1/2)           |
| 3  | Colombie-Britannique (2/2) Vancouver |
| 4  | Costa Rica (1/2)                     |
| 5  | Costa Rica (2/2)                     |
| 6  | Panama                               |
| 7  | Mozambique                           |
| 8  | Afrique du Sud                       |
| 9  | Namibie (1/2)                        |
| 10 | Namibie (2/2)                        |
| 11 | Madagascar                           |
| 12 | Ouganda                              |
| 13 | Thaïlande                            |
| 14 | Philippines (1/2)                    |
| 15 | Philippines (2/2)                    |
| 16 | Norvège (1/2)                        |
| 17 | Norvège (2/2)                        |
| 18 | Royaume-Uni                          |
| 19 | Argentine                            |
| 20 | Amazonie                             |
| 21 | Spécial n°1 making of                |
| 22 | Spécial n°2 Traces et empreintes     |
| 23 | Redoutables créatures de l'intérieur |
| 24 | Venin                                |
| 25 | Les inédits                          |
| 26 | Espèces menacées                     |

### Saison 3
| #  | Titre                     |
| -- | ------------------------- |
| 1  | Indonésie                 |
| 2  | Éthiopie                  |
| 3  | Royaume-Uni               |
| 4  | Alaska                    |
| 5  | Afrique du Sud            |
| 6  | Mexique 1                 |
| 7  | Australie 1               |
| 8  | Nouvelle-Zélande          |
| 9  | Afrique du Sud 2          |
| 10 | Australie 2               |
| 11 | Amérique du Sud 1         |
| 12 | Népal                     |
| 13 | Mexique 2                 |
| 14 | Venezuela                 |
| 15 | Amérique du Sud 2         |
| 16 | Sri Lanka 1               |
| 17 | Sri Lanka 2               |
| 18 | États-Unis : États du Sud |
| 19 | Floride                   |
| 20 | Images mortelles          |
| 21 | Parasites                 |
| 22 | Super pouvoir             |
| 23 | Redoutables voisins       |
| 24 | Autodéfense               |
| 25 | Espèces Menacées          |
| 26 | Scènes Inédites           |

### Saison 4: Mission Pôle Nord Pôle Sud
| # | Titre                            |
| --- | -------------------------------- |
| 1 | L'arctique                       |
| Steve Backshall se lance dans un voyage autour du monde, en commençant par l'Arctique…                                      |                                  |
| 2 | L'île Somerset                   |
| Steve Backshall regarde un ours polaire à la recherche de nourriture escalader une falaise dans le Svalbard…                |                                  |
| 3 | Alaska                           |
| Steve Backshall visite l'Alaska, et est poussé à ses limites…                                                               |                                  |
| 4 | La Colombie-Britannique          |
| Steve Backshall et l'équipage visitent une plate-forme sous-marine sur la côte ouest du Canada…                             |                                  |
| 5 | Yellowstone                      |
| Steve Backshall visite le parc national de Yellowstone, où il suit des loups gris et des bisons.                            |                                  |
| 6 | Caroline du Nord                 |
| Steve Backshall visite Caroline du Nord à la recherche du crotale des bois et du loup rouge…                                |                                  |
| 7 | Le Texas                         |
| Steve Backshall est au Texas et utilise un harnais dans une grotte au Mexique…                                              |                                  |
| 8 | La Californie                    |
| L'équipage fait son chemin à la côte du Pacifique de la Californie, où Steve plonge avec les requins plus rapides…          |                                  |
| 9 | Le sud des États-Unis            |
| Steve Backshall attrape un alligator gar, et révèle comment les tornades peuvent transformer des objets de tous les jours…  |                                  |
| 10 | Les Bahamas                      |
| Steve Backshall se rend dans les îles tropicales des Bahamas pour étudier les requins…                                      |                                  |
| 11 | Les Colosses d'Hawaï             |
| Steve Backshall visite Hawaï pour assister à deux baleines à bosse en compétition pour un compagnon…                        |                                  |
| 12 | Les carnivores d'Hawaï           |
| Steve Backshall va à la recherche de prédateurs à Hawaï et se retrouve face-à-face avec un requin-corail…                   |                                  |
| 13 | Cuba                             |
| Steve Backshall atteint Cuba, une île des Caraïbes coloré avec un secret mortel…                                            |                                  |
| 14 | Trinité des Caraïbes             |
| Steve Backshall voyage à Trinidad dans les Caraïbes pour traquer l'ocelot…                                                  |                                  |
| 15 | L'île aux requins                |
| Steve Backshall se déplace en Guadalupe au large des côtes du Mexique, et nage à l'extérieur de la cage à requin…           |                                  |
| 16 | La péninsule de Basse-Californie |
| Steve Backshall va à la recherche de serpents à sonnette rouge de diamant, de requins-baleines et de lions de mer.          |                                  |
| 17 | Les colosses de Guyane           |
| Steve Backshall visite La Guyane en Amérique du Sud, où il rencontre un long serpent de deux mètres…                        |                                  |
| 18 | Le fleuve de la jungle           |
| Steve Backshall et son équipage se lancent dans une expédition fluviale dans les jungles inexplorées…                       |                                  |
| 19 | Le Brésil                        |
| L'équipe arrive à Pantanal, au Brésil, où Steve Backshall chasse un tueur de sang-froid.                                    |                                  |
| 20 | Le Pérou                         |
| Steve Backshall se rend au Pérou en Amérique du Sud, Dans l'ombre de la Cordillère des Andes…                               |                                  |
| 21 | Spéciale Requin                  |
| Steve Backshall nage avec les requins et utilise des caméras pour voir ce qui rend ces prédateurs redoutables…              |                                  |
| 22 | Survie Dans le froid extrême     |
| Steve Backshall visite un laboratoire d'environnements extrêmes pour apprendre comment les animaux survivent dans le froid. |                                  |
| 22 | Cap sur les îles Malouines       |
| Steve Backshall voyage aux îles Malouines où il rencontre le pugnace.                                                       |                                  |
| 23 | Forces de la nature              |
| Steve Backshall et son équipe audace d'explorer les fureurs élémentaires de feu, de glace, d'eau et de vent…                |                                  |
| 24 | Les prédateurs à sang-froid      |
| Steve Backshall regarde le monde des reptiles et découvre comment ils gardent leur sang-froid…                              |                                  |
| 25 | Spéciale Dinosaures              |
| Steve Backshall découvre le monde préhistorique des dinosaures à partir de fossiles.                                        |                                  |
| 26 | La Patagonie                     |
| Steve Backshall visite la Patagonie, où il espère voir une orque.                                                           |                                  |
| 27 | Cap sur les îles Malouines 2     |
| Steve Backshall visite les îles Malouines, où il traque un manchot.                                                         |                                  |
| 28 | L'île des oiseaux                |
| Steve Backshall prend un voyage de quatre jours sur l'île des oiseaux en antarctique…                                       |                                  |
| 29 | La Géorgie du Sud                |
| Steve Backshall et l'équipe atteignent les rives glacées de la Géorgie du Sud…                                              |                                  |
| 30 | L'Antarctique                    |
| Le voyage mondial de Steve Backshall culmine lors d'une visite en Antarctique, la terre des extrêmes…                       |                                  |
| 31 | Spéciale loup                    |
| Steve Backshall présente le profil de son animal préféré : le loup.                                                         |                                  |